# Roland Doschka
Roland Doschka (* 29. Januar 1941 in Tübingen) ist ein deutscher Romanist, Autor, Herausgeber, Organisator von Kunstausstellungen sowie Gartengestalter.

## Leben und berufliche Karriere
Nach dem Abitur am Eugen-Bolz-Gymnasium in Rottenburg am Neckar und den Studien der Romanistik und Anglistik an den Universitäten Tübingen, Aix en Provence, Montpellier, Newcastle upon Tyne und Oxford wurde er im Jahr 1973 als Dozent für Französisch an die Universität Freiburg im Breisgau berufen.
Seit 1981 organisierte Doschka Kunstausstellungen zur Klassischen Moderne in der Stadthalle Balingen, darunter Pablo Picasso, Joan Mirò, Marc Chagall, Claude Monet und Paul Klee. Durch persönliche Beziehungen gelang es ihm, Bilder zu organisieren, die noch nie ausgestellt worden waren. Seine letzten Ausstellungen organisierte er in Lindau bei der jährlichen Tagung der Nobelpreisträger. Zu seinen Ausstellungen kamen über 1,6 Millionen Besucher (Stand August 2013). Doschka schrieb und veröffentlichte auch Bücher über Themen im Bereich der Kunst.
Sein Garten in Dettingen/Rottenburg wurde 2011 um einen angelsächsischen Teil erweitert, ist inzwischen über vier Hektar groß und wurde mehrfach ausgezeichnet. Über diesen Garten wurden mehrere Bücher veröffentlicht.

## Auszeichnungen und Ehrungen
1973 wurde ihm die „Robert Schuman-Europamedaille“ durch den Präsidenten des französischen Senats, Alain Poher, in Montigny-lès-Metz verliehen. Aufgrund seines Einsatzes für die französische Kultur und Sprache wurde ihm 1986 der Nationale Verdienstorden der Republik Frankreich verliehen. Doschka ist seit 1991 Träger des Bundesverdienstkreuzes.
Anfang 2001 wurde er anlässlich seines 60. Geburtstags mit dem goldenen Ehrenring der Stadt Balingen geehrt. Am 20. Juli desselben Jahres verlieh ihm der damalige Ministerpräsident Erwin Teufel den nichtakademischen Ehrentitel „Professor“. Ebenfalls 2001 erhielt er die Wirtschaftsmedaille des Landes Baden-Württemberg.
2006 erhielt er den Europäischen Kultur-Projektpreis für die 25-jährige Organisation von Kunstausstellungen in der Stadthalle Balingen. Im selben Jahr wurde ihm der Europäische Gartenkultur-Schöpfungspreis auf der Insel Mainau verliehen.
Am 25. April 2009 wurde Doschka im Mannheimer Schloss vom damaligen baden-württembergischen Ministerpräsidenten Günther Oettinger mit der Verdienstmedaille des Landes Baden-Württemberg geehrt.
Im Juli 2011 erhielt er vom französischen Generalkonsul Michel Charbonnier die Auszeichnung Chevalier dans l’Ordre des Palmes Académiques.
Die Stadt Lindau verlieh ihm am 18. März 2016 den goldenen  Bürgerring der Stadt Lindau.

## Publikationen
- Pablo Picasso: 41 keramische Unikate aus der Sammlung Jacqueline Picasso. Stadthalle Balingen, Balingen 1981
- André Brasilier: Lithograph. Editions Michel Trinckvel Paris, Typo Edition Kittelberger, Reutlingen 1981
- Keramik der Klassischen Moderne: Picasso, Braque, Chagall, Miró, Brasilier. Stadthalle Balingen und Keramikmuseum ’s-Hertogenbosch Holland, Balingen 1984
- Marc Chagall: Zum 100. Geburtstag. Stadthalle Balingen, Atelier Türke, Balingen 1987
- André Brasilier. Des Presses de l'Imprimerie Union, Paris 1988
- André Brasilier. Musée Picasso, Château Grimaldi, Antibes, 1988
- Picasso: Portrait. Figurine. Skulptur. Stadthalle Balingen, Atelier Türke, Balingen 1989
- Claude Monet. Stadthalle Balingen und Musée d'Art Moderne et d'Art Contemporain, Liège (französisch/deutsch). Verlag Massoz Alleur, Lüttich 1992
- Joan Miró: Sammlung der Fondation Maeght. Hirmer Verlag, München 1994
- Picasso: Zeichner des Menschen. Landesbank Karlsruhe, Prestel Verlag, München/London/New York 1996
- Das Ewig Weibliche. L´Eternel Féminin, From Renoir to Picasso. Prestel Verlag, München/London/New York 1996, Ausstellungskatalog und Buchhandelsausgabe deutsch und englisch
- Marc Chagall: Ursprung und Wege. Stadthalle Balingen und Musée d’Art Moderne et d’Art Contemporain, Liège (frz. Version) Prestel Verlag, München/London/New York 1998, Buchhandelsausgabe deutsch und englisch
- Pablo Picasso: Metamorphosen des Menschen. Stadthalle Balingen und Musée d’Art Moderne et d’Art Contemporain, Liège (frz. Version). Prestel Verlag, München/London/New York 2000, Buchhandelsausgabe deutsch und englisch
- Paul Klee, Selected by Genius 1917-1933. Prestel Verlag, München/London/New York 2001
- Paul Klee: Jahre der Meisterschaft 1917-1933. Prestel Verlag, München/London/New York 2001
- Marc Chagall, Meisterwerke seiner Keramik. Prestel Verlag, München/London/New York 2003
- Albert Camus: Naturmythos und Geschichte. Gunther Narr Verlag, Tübingen 2003
- Mit Goethe durch das Gartenjahr. Prestel Verlag. München/London/New York 2003
- Picasso: exclusiv aus Privatsammlungen. Augsburger Glaspalast. Edition Signum, Heidelberg 2005
- Karl Schmidt-Rottluff. Meisterwerke aus den Kunstsammlungen Chemnitz. Prestel Verlag, München/London/New York 2005
- Picasso - Arbeiten auf Papier: Hommage zum 125. Geburtstag. Edition Kittelberger, Reutlingen 2006
- Stefan Szczesny: Insel Mainau - Ein Traum vom irdischen Paradies. Prestel Verlag, München/London/New York 2007
- Musen - Modelle - Malerlegenden: Von Renoir bis Warhol. Edition Kittelberger, Reutlingen 2007
- Pablo Picasso: Arbeiten auf Papier. IBM Deutschland, Eigenverlag 2009
- Picasso: Eine phantastische Welt. Die Sammlung Würth und Leihgaben aus Privatsammlungen. Edition Swiridoff, Künzelsau/Palermo 2009
- Ausgewählte Gärten der Region Neckar-Alb. Gerster, Reutlingen 2010
- Andreas Felger: Kunstwerkstatt. Prestel, München/London/New York 2011
- Pablo Picasso: Meisterzeichnungen eines Jahrhundertgenies. Lindau 2011
- Marc Chagall: Magie des Lichts. Lindau 2012
- Ein Spaziergang durch unseren Garten. Ulmer, Stuttgart 2012
- Joan Miró: Sternennächte. Lindau 2013
- André Brasilier. Skira, Paris/Mailand 2014
- Emil Nolde: Der ungezähmte Strom der Farbe. Lindau 2015
- Picassos Passionen. Werke voller Leidenschaft aus sieben Jahrzehnten. Lindau 2016
- Zwischen Himmel und Erde. Bilderwelten von Paul Klee. Lindau 2017
- August Macke. Flaneur im Garten der Kunst. Lindau 2018
- Marc Chagall. Paradiesische Gärten. Lindau 2021